# Pigeon à couronne blanche
Patagioenas leucocephala
Espèce
Statut de conservation UICN

 NT A2bcde+3bcde+4bcde : Quasi menacé
Le Pigeon à couronne blanche (Patagioenas leucocephala, syn. : Columba leucocephala) est une espèce de pigeon de la famille des
Columbidae. Il habite les îles du nord et du centre de la mer des Caraïbes et certaines régions continentales de l'Amérique centrale et du Nord.

## Description
Cette espèce de pigeon mesure 29 centimètres de long, a une envergure de 48 centimètres et pèse 150 g. L'adulte est gris foncé, avec des stries vertes et blanches sur la nuque, une couronne d'un blanc brillant sur la tête, un iris blanc et un bec rouge à pointe pâle. Les juvéniles sont un peu moins foncés, n'ont pas de dessin sur la nuque ni l'iris blanc, et que quelques plumes pâles sur la couronne. Leur chant est une succession de woo pop woooo comme la Tourterelle triste

## Répartition
Il s'agit d'un oiseau vivant principalement dans les Bahamas, à Cuba, à la Jamaïque et  Antigua. Il se reproduit en petite quantité sur Hispaniola, Porto Rico, aux îles Vierges, aux îles Caïmans, à Anguilla et sur les autres îles des Caraïbes. Il se reproduit aussi le long de la côte caraïbe de l'Amérique centrale. Aux États-Unis, il ne se trouve que dans les Florida Keys et à la pointe sud de la Floride.

## Habitat et conservation
La principale menace pour cette espèce est la destruction de son habitat. En Floride, une cause majeure de mortalité est la collision avec des objets artificiels. Le Pigeon à couronne blanche a besoin de deux habitats distincts, l'un pour nicher et l'autre pour se nourrir. En général, ils se reproduisent dans les mangroves côtières qui continuent d'être détruites pour la culture de la canne à sucre, l'implantation de stations balnéaires et d'hôtels. L'agriculture et la déforestation sont devenues un problème pour les aires d'alimentation de cette espèce, généralement des forêts de feuillus. L'oiseau est très capricieux et est connu pour abandonner son nid quand son territoire est envahi. La dernière menace est la chasse par les hommes et par les rapaces.